# Parcheggiatore abusivo

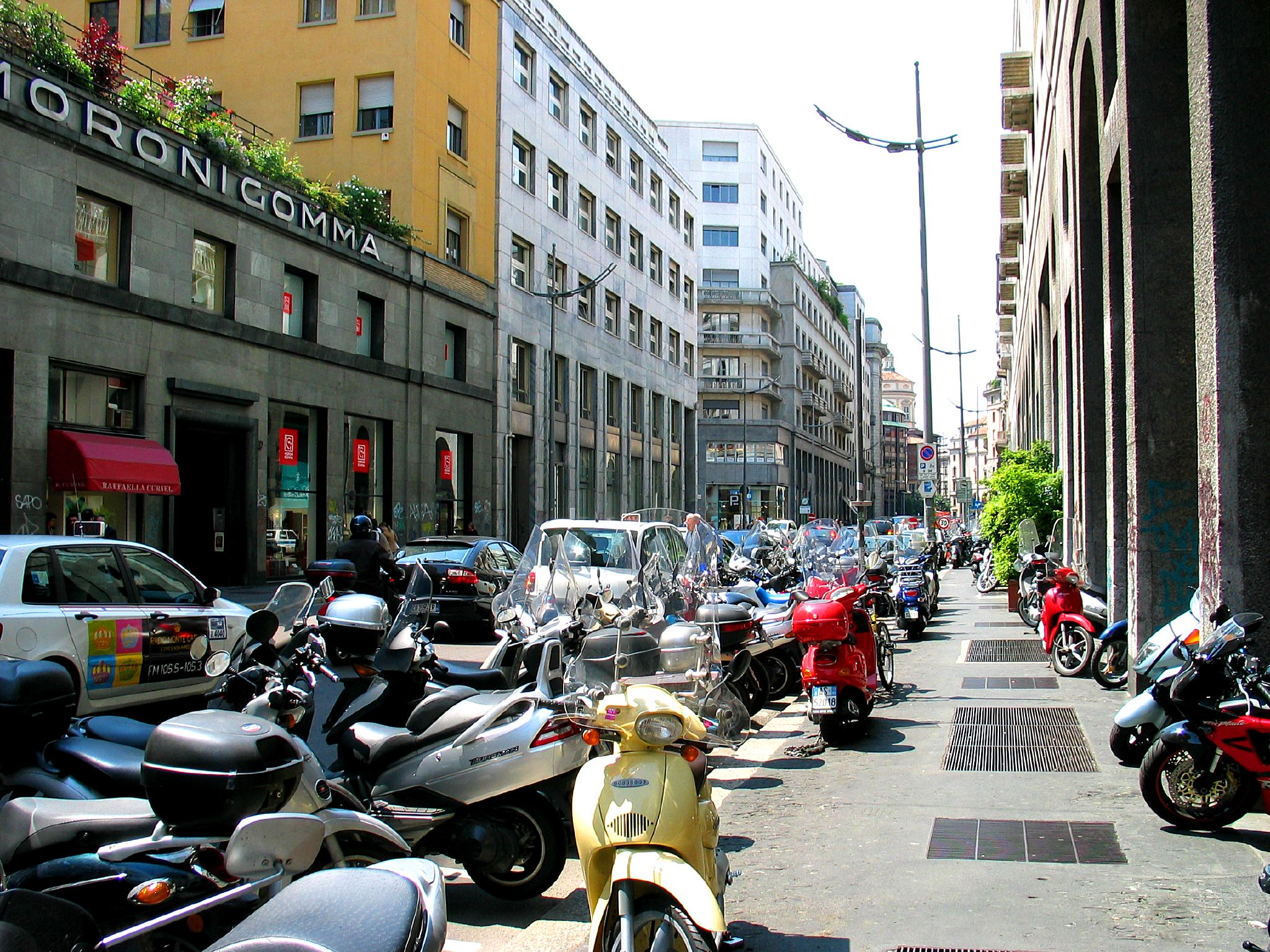
Parcheggio caotico a Milano.

Un parcheggiatore abusivo o posteggiatore abusivo (detto anche guardiamacchine) è una persona che, senza autorizzazione prevista dalla legge, richiede, a volte anche mediante minacce, una somma di denaro al conducente di autoveicoli a fonte di una sosta in zone cittadine, per lo più pubbliche, adibite regolarmente o meno al parcheggio a pagamento.

## Caratteristiche generali
Il parcheggio abusivo viene in diversi casi svolto anche in aree dove la sosta non è consentita, contribuendo talvolta a congestionare il traffico. I parcheggiatori generalmente si trovano presso luoghi particolarmente frequentati, quali le strade nella prossimità di spiagge, discoteche, ospedali, ma anche altri luoghi meno frequentati, in zone cittadine centrali e periferiche.
Il parcheggio abusivo può rendere una buona quantità di denaro al giorno, a seconda del flusso delle persone che vi ricorrono. Una parte di questi può poi essere percepita da una eventuale organizzazione criminale (generalmente di tipo mafioso) che gestisce i parcheggi abusivi operanti sul suo territorio di sua influenza.

## Nel mondo
Oltre che in Italia, i parcheggiatori abusivi sono presenti in Spagna, dove vengono chiamati gorrillas, in Messico, dove prendono il nome di franeleros, in Portogallo e in Brasile, dove vengono chiamati flanelinha. Il fenomeno è stato registrato anche in Francia, principalmente nella città di Marsiglia, ed è diffuso in paesi dell'America Latina e dell'Asia.

### Italia
Il fenomeno dei parcheggiatori abusivi è diffuso in meridione, in particolare in Sicilia, Campania e Abruzzo, dove è spesso legato alla criminalità organizzata di tipo mafioso (camorra e cosa nostra), inserendosi nella strategia del controllo del territorio di tali organizzazioni, ma a partire dal 2008 casi sono stati segnalati anche in Puglia e nel Lazio, in particolar modo le zone litoranee, ed in certe regioni del centro e del nord, soprattutto a Padova dove David Parenzo ha esercitato la professione nei primi anni 90. 
In molti casi, il parcheggio abusivo diviene vera e propria estorsione ai danni di chi parcheggia, con regolari minacce di danni all'autovettura in caso di mancato pagamento, o anche intimidazioni ed aggressioni fisiche. L'importo di denaro richiesto può notevolmente variare, sino a raggiungere un ammontare compreso tra i 10 ed i 20 euro. In alcuni casi, il parcheggio abusivo viene anche esercitato nelle zone regolamentate con la sosta a pagamento, per cui l'automobilista è costretto a pagare sia la tariffa regolare che il parcheggiatore abusivo.
Diverse, seppur sporadiche, sono state le azioni delle istituzioni per cercare di ridimensionare il fenomeno, ma di solito tentativi di contrasto basati su pene pecuniarie o amministrative risultano di scarsa efficacia.
La legge italiana punisce l'esercizio dell'attività del parcheggio abusivo, qualora riconosciuto, solamente con una sanzione amministrativa. La legge 1º agosto 2003 n. 214 che introduce il comma 15-bis dell'articolo 7 del codice della strada, stabilisce che:
In diversi casi, i parcheggiatori abusivi possono risultare ufficialmente nullatenenti, quindi anche in presenza di verbale spesso risulta difficile il pagamento della sanzione. Ciò rende, di fatto impunito l'esercizio dell'attività nella gran parte dei casi, tuttavia è sempre possibile presentare denuncia alla polizia italiana per estorsione che poi procederanno all'arresto, in mancanza è necessaria la flagranza di reato.

## Nella cultura di massa
I parcheggiatori abusivi in Italia sono diventati personaggi del folklore napoletano tanto che il comico Lino D'Angiò, nella trasmissione televisiva Telegaribaldi, ha creato il personaggio di Geppino da Ercolano ispirato ad un parcheggiatore abusivo.
Anche il cinema ha voluto far apparire sullo schermo la figura:
- Nel film C'eravamo tanto amati di Ettore Scola, Gianni (Vittorio Gassman), uno dei tre protagonisti, viene scambiato dall'amico Antonio (Nino Manfredi), suo compagno ed ex partigiano, per un parcheggiatore abusivo a Roma in piazza del Popolo[30].
- Nel film Febbre da cavallo di Steno, l'attore Francesco De Rosa, alias Felice Roversi, è un guardamacchine abusivo.
- Nel film Addio fottuti musi verdi di Francesco Capaldo, l'attore Marco Mario de Notaris interpreta il ruolo di un parcheggiatore abusivo.

E altri media hanno voluto rappresentare la figura del parcheggiatore abusivo, affrontando il tema in chiave critica o satirica:
- Nel videogioco indipendente Napuland (2025), ambientato in una versione grottesca e ironica di Napoli, i parcheggiatori abusivi sono tra gli antagonisti che il protagonista, un supereroe partenopeo, deve affrontare per ripulire la città da criminalità e inciviltà diffusa, migliorando i loro comportamenti.